# Prochiloneurus aegyptiacus
Prochiloneurus aegyptiacus är en stekelart som först beskrevs av Mercet 1929.  Prochiloneurus aegyptiacus ingår i släktet Prochiloneurus och familjen sköldlussteklar. Inga underarter finns listade i Catalogue of Life.